# مدرسه رابینسون‌ها
مدرسه رابینسون‌ها (به فرانسوی: L'École des Robinsons) رمانی است نوشته ژول ورن که نخستین بار سال ۱۸۸۲ توسط انتشارات پیر ژول اتزل در فرانسه منتشر شد.
این کتاب یکی دیگر از رمان‌های ماجراجویی ژول ورن، نویسنده نامدار فرانسوی، با موضوع سفرهای دریایی و زندگی در جزایر متروک است. این کتاب با عناوین مدرسه رابینسون‌ها و جزیره وحشیان به فارسی و با عناوین Godfrey Morgan: A Californian Mystery (به فارسی: گادفری مورگان: یک راز کالیفرنیایی) و School for Crusoes (به فارسی: مدرسه کروزوئه‌ها) به انگلیسی ترجمه شده‌است.
اثر فوق توسط قدیر گلکاریان به فارسی ترجمه شده و در سال هزار و سیصد و هفتاد و پنج به انتشار رسیده و در نشر پائیز چاپ گشته‌است. این نوشته در فارسی دارای صد و چهل صفحه است.

## خلاصه داستان
مدرسه رابینسون‌های ژول ورن این گونه شروع می‌شود: افراد بسیار زیادی و انبوهی از سرمایه‌داران داخل سالنی بزرگ در شهر سان‌فرانسیسکو در ایالت کالیفرنیای آمریکا حاضر بودند. نه تنها آمریکایی‌های سرمایه‌دار، بلکه برخی اشخاص فرانسوی که ساکن آمریکا بودند، داخل این حراج حاضر بودند. آیا ماشینی با قیمت زیاد یا تابلویی قدیمی یا مجسمه‌ای عتیقه در حال حراج بوده؟ خیر اصلاً. اینجا یک جزیره در حال حراج می‌باشد. در سالن بزرگ سانفرانسیسکو جزیره‌ای به حراج گذاشته شده‌است. در حقیقت این جزیره که اسمش اسپنسر بوده منفعتی برای دولت آمریکا نداشته و از نظر بازرگانی همچنان بدون فایده بود. به همین دلیل دولت تصمیم گرفته بود که این جزیره را به حراج گذارد. راوی نیز، داستان را با مزایده این جزیره خیالی شروع می‌کند که در ۴۶۰ مایلی ساحل کالیفرنیا واقع شده‌است. جزیره اسپنسر خالی از سکنه است و تنها دو رقیب برای خرید آن مبارزه می‌کنند؛ ویلیم و. کلدراپ، یک سانفرانسیسکویی پولدار و جی. آر تاسکینار، شهروند شهر استاکتون ایالت کالیفرنیا. کلدراپ، برنده این مزایده، جزیره را به قیمت ۴ میلیون خریداری می‌کند. تاسکینار خشمگین می‌شود و پیش از برگشت به هتلش زمزمه می‌کند: «انتقام خواهم گرفت».
گادفری، جوانی ۲۲ ساله و بیکار، با عمویش کلدراپ و دخترخوانده وی، فینا، زندگی می‌کند. گادفری، فینا را از کودکی دوست داشته و در شرف ازدواج با او از عمویش درخواست می‌کند که توری دور دنیا را برعهده بگیرد. کلدراپ برای برآرورده کردن خواسته‌های برادرزاده‌اش، گادفری را به سفری دریایی دور دنیا با یکی از کشتی‌های بخارش که توسط کاپیتان تورکات هدایت می‌شود، می‌فرستد. گادفری نیز با استاد و معلم رقصش، پروفسور تی. آرلت (تارتلت)، همراه شده‌است.
پس از گذراندن زمانی روی آب‌های دریا، گادرفری شبی مه‌آلود، با این خبر که کشتی در حال فرونشینی است و باید آن را ترک کند، از خواب بیدار می‌شود. بعد از پریدن از کشتی و به سمت ساحل رانده شدن، متوجه می‌شود که تارتلت نیز به ساحل رسیده‌است. گادفری با اندک کمک‌های تارتلت، باید یاد بگیرد که چگونه زنده بماند، زندگی‌اش را سامان دهد، با دشمنان مزاحم مواجه شود و از موانع عبور کند. به زودی، این دو به برده‌ای آفریفایی به نام کارفینوتو، کسی که گادفری از دست سربازان اهل جزایر پلینزی نجات می‌دهد، می‌پیوندند. قریب به انتهای داستان، گادفری ارزش تلاش مستقلانه را درک می‌کند و شجاعت و ثبات کسب می‌کند. گروه به ساحل رانده شده داستان ژول ورن در نهایت نجات داده می‌شوند و به سان‌فرانسیسکو بازمی‌گردند، جایی که گادفری دوباره فینا را ملاقات می‌کند و ازدواج این دو پیش از سفر بعدی وی صورت می‌گیرد.

## موضوع
گرچند که موقعیت کمی متفاوت است اما پلات این داستان ژول ورن ترکیبی است از خود کفایت عقلانی‌ای که ورن پیش از این در کتاب جزیره مرموز نشان داده بود. زمان انتشار این کتاب، عادی و معمول بوده که مردی جوان و ثروتمند که سفرهایی بدین شکل را پیش بگیرد. برای مثال للاند استانفورد جونیور، در دو گراند تور اروپایی سفر کرد و در دومی که در سال ۱۸۸۴ بود، جان داد. نسخه اصلی فرانسوی این کتاب نیز در سال ۱۸۸۲ و پس از اولین سفر استانفورد منتشر شد.

## اقتباس فیلم
این رمان به شکلی آزادانه، توسط خوان پیکر سیمون، کارگردان، مقتبس شده و سفر مرموز ژول ورن در جزیره هیولا (اسپانیایی: Misterio en isla de los Monstruos) نام گرفته‌است. همجنین پیتر کاشینگ و ترنس استمپ، بازگران نقش اصلی و دیوید هاتون، ایان سرا، پاول نسکی، بلانکا استردا، آنا اوبرگون و فرانک برانا بازیگرس نقش‌های مکمل را برعهده دارند.
هیولاها در فیلم به صورت قابل توجهی برجسته‌اند در حالی که در رمان ژول‌ورن خبری از آنها نیست. این هیولاها گوشتخواران غیربومی‌ای خوانده می‌شوند که دنبال انتقام از کلدراپ برای بردن در مزایده می‌گردند.
برخلاف عناوین یکسان فیلم و کتاب، فیلم هیج ارتباطی با رمان معروف ورن ندارد، اگرچه که برخی تماشاچیان، این تفاوت را نادیده گرفته‌اند. برای مثال پیتر کوشینگ و پاول ناسکی حضور کوتاهی در فیلم دارند و در هیچ صحنه‌ای کنار یکدیگر نیستند.
این فیلم در سال ۲۰۰۷ روی دی‌وی‌دی و توسط کمپانی قرن ۲۰ فاکس منتشر شد.

## نقد کتاب
از تمام داستان‌های فرمانروایی انگلستان، نه تنها در مناطق تحت سلطه بلکه در کل اروپا، بیشترین خوانده شده‌ها، مدرسه رابینسون‌ها بود. البته که واضح است که این کتاب یکی از بیشترین کتاب‌های خوانده شده در سرتاسر جهان است. نکته قابل توجه آن است که در این کتاب بین روشن‌فکری و قرن ۱۹ افسانه بزرگی وجود دارد؛ پس از میانه‌های قرن ۱۹، داستان رابینسون‌ها با دیگر داستان‌های ماجراجویانه ترکیب شد و این ژانر برای پسرها نوشته شد هم در جهت سرگرمی و هم جهت شکل‌دهی به شخصیت‌هایشان. داستان مدرسه رابینسون‌ها فقط یکی از کتاب‌های ویلیام دافو نیست، این کتاب چه در گذشته چه امروز، صدها بار، اقتباس شده، خلاصه شده یا به شکل نمایشنامه درآمده. پس از پیشنهاد ژان ژاک روسو، بسیاری با اهداف ادبی و خردمندانه این کتاب را بازنویسی کردند و که ژول ورن یکی از آنها بود.